# Ardal Powell
Ardal Powell (født 1958) er en specialist inden for den historiske tværfløjte.
Powell har en MA-grad i engelsk fra 1989 og en Ph.d.-grad i musik fra 2004. Begge grader fra University of Cambridge. Han studerede barokfløjte ved Det kongelige musikkonservatorium i Haag.
Han har speciale i studiet af barokfløjten og den klassiske fløjte samt den effekt sammenhængen mellem konstruktion, spilleteknik, udførelse og repertoire har på samfundet.
Han har skrevet flere bøger om fløjtens historie og fløjtespil og har for dette modtaget flere priser.
I 1984 var han med til at grundlægge Folkers & Powell.